# Anish Giri
Anish Giri (San Pietroburgo, 28 giugno 1994) è uno scacchista olandese, grande maestro.

## Biografia
Figlio di padre nepalese (Dr. Sanjay Giri) e madre russa (Olga), nel 2002 si trasferisce dalla Russia al Giappone con la famiglia per tornare a San Pietroburgo nell'agosto 2007. 
Dal febbraio 2008 vive nei Paesi Bassi, dove il padre lavora in un istituto di ricerca.
Ha frequentato regolarmente e con impegno le scuole. Le sue materie preferite erano fisica e matematica.
Parla russo, olandese, tedesco, inglese e giapponese (ha vissuto per alcuni anni con la famiglia in Giappone a Sapporo) e un po' di nepalese.
Ottenne la norma definitiva di grande maestro nel febbraio del 2009 all'età di 14 anni e sette mesi, dopo essersi classificato al 2º posto al torneo Corus-C di Wijk aan Zee.
Ha vinto per cinque volte il Campionato olandese di scacchi: nel 2009, 2011, 2012, 2015, 2023.
A ottobre 2015 raggiunge il suo punteggio record di Elo : 2.798 punti, che gli permette di raggiungere la quinta posizione al mondo e il primo posto tra i giocatori olandesi.
Nel marzo 2018 è uno dei secondi del già Campione del Mondo Vladimir Kramnik durante il Torneo dei Candidati valevole per selezionare lo sfidante al Mondiale 2018.
Nel gennaio 2020 è stato ammesso dalla FIDE a partecipare al Torneo dei Candidati, di Ekaterinburg grazie alla migliore media Elo tra febbraio 2019 e gennaio 2020.

## Carriera
Nel 2006 mentre viveva in Giappone, vinse il campionato russo under-12.
Nel 2008 inizia a giocare nel campionato tedesco a squadre Bundesliga con la squadra SK Turm Emsdetten, il più giovane giocatore di sempre in questo famoso campionato a squadre.
Nel 2009, in settembre vince il campionato olandese assoluto.
Nel 2010, in gennaio vince, con 9/13, il Corus-B di Wijk aan Zee
Nel 2012, in gennaio vince a Reggio Emilia il 54º Torneo di Capodanno con 16 punti (3 punti per la vittoria e 1 punto per il pareggio).
Nel 2016, in marzo ha disputato a Mosca il torneo dei Candidati al Campionato del mondo di scacchi 2016 piazzandosi al 6º posto.
Nel 2017, in aprile vince il torneo Reykjavík Open con 8,5 punti su 10. In maggio vince il Campionato russo a squadre con il team della Siberia. In agosto vince il Match individuale con Ding Liren tenuto a Wenzhou per 2,5 - 1,5. In ottobre vince la Coppa europea di scacchi per club con la squadra russa del Globus.
Nel 2018, in gennaio conclude a pari merito, 9 punti su 13, con Magnus Carlsen il Tata Steel Masters dal quale viene superato agli spareggi rapid.
Nel 2019, in aprile vince il torneo Shenzhen Masters (imbattuto con 6,5/10).
Nel 2021, in gennaio si classifica secondo al Tata Steel Masters. Dopo aver concluso al primo posto il torneo (8,5 punti su 13) perde agli spareggi rapid, nella partita Armageddon, contro il connazionale Jorden van Foreest, in marzo vince la seconda edizione del Magnus Carlsen Invitational superando in finale il russo Jan Nepomnjaščij agli spareggi rapid. Il torneo dei candidati, iniziato nel marzo 2020 e poi sospeso a causa della Pandemia di COVID-19 lo vede in aprile giungere 3° con 7,5 su 14 grazie ad un miglior risultato negli scontri diretti con Fabiano Caruana, quarto. È di settembre la vittoria con 8/9 a Jasnaja Poljana nella Tolstoy Cup, evento a gioco rapido dedicato alla memoria dello scrittore russo.
Nel 2023, in gennaio vince per la prima volta il prestigioso Tata Steel Masters. Con 8,5 punti su 13 precede in classifica il giovane grande maestro uzbeko Nodirbek Abdusattorov e il campione del mondo norvegese Magnus Carlsen di mezzo punto. L'uzbeko dopo aver condotto il torneo fino all'ultimo turno, ottiene una sconfitta decisiva con l'altro olandese, Jorden Van Foreest. Giri aveva già sfiorato la vittoria del torneo di casa nelle precedenti edizioni, ottenendo cinque secondi posti.
Nel 2025, in maggio vince il torneo Sharjah Masters, imbattuto con 7 punti su 9 . 

## Risultati nelle competizioni a squadre

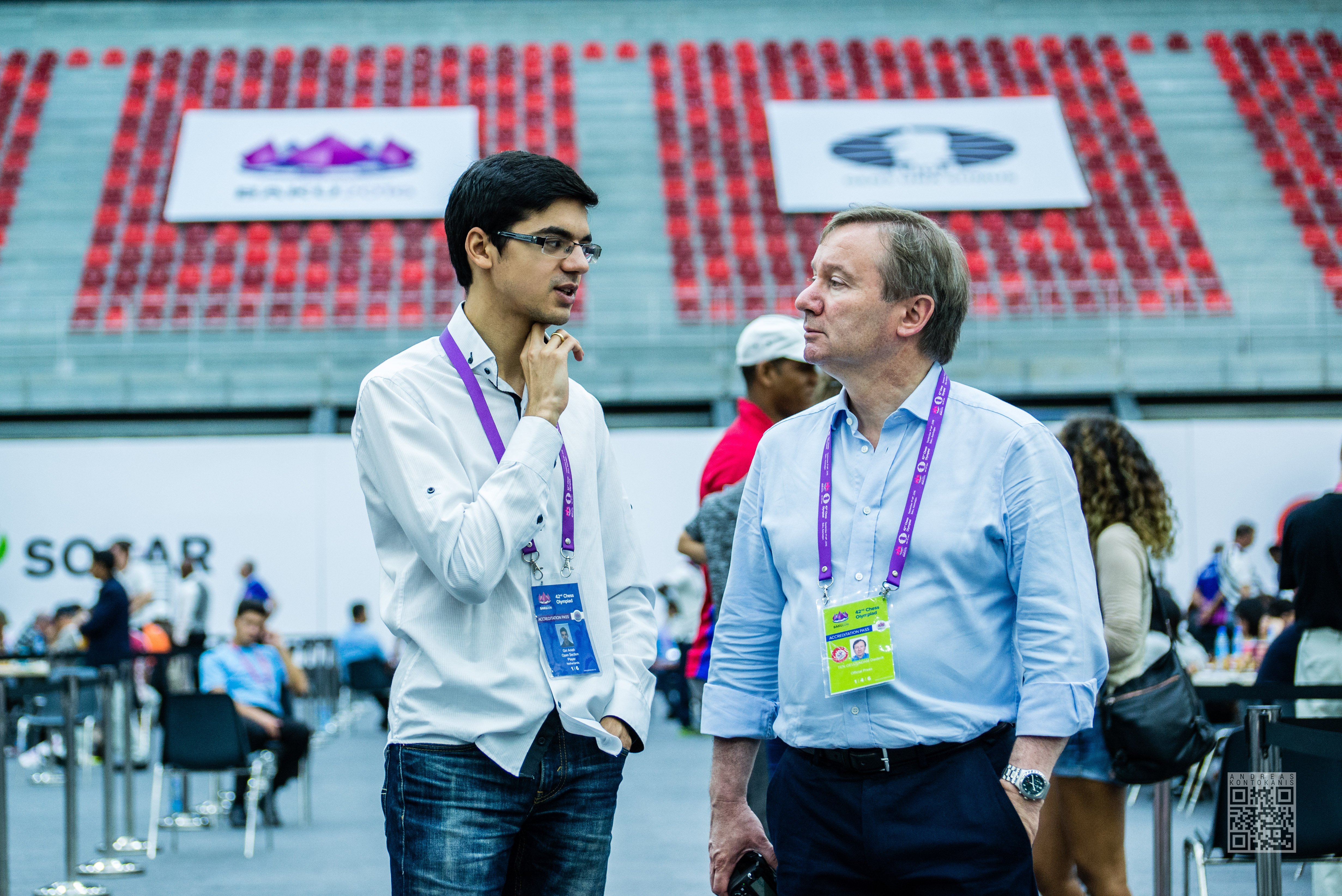
Assieme al Redattore capo della rivista New In Chess Dirk Jan Ten Geuzendam durante le Olimpiadi del 2016

Nelle competizioni internazionali a squadre Giri ha giocato spesso al suo meglio. Ha partecipato a 5 Olimpiadi degli scacchi con i Paesi Bassi e ottenuto 3 medaglie di bronzo personale . In totale ha giocato 51 partite (22 vittorie, 27 patte e 2 sconfitte). Qui di seguito il dettaglio dei suoi risultati olimpici.
- Chanty-Mansijsk 2010, Paesi Bassi, quarta scacchiera, 8 su 11 (+5 =6 -0), bronzo individuale.
- Istanbul 2012, Paesi Bassi, prima scacchiera, 4 su 7 (+3 =2 -2).
- Tromsø 2014, Paesi Bassi, prima scacchiera, 8 su 11 (+5 =6 -0), bronzo individuale.
- Baku 2016, Paesi Bassi, prima scacchiera, 7 su 11 (+3 =8 -0).
- Batumi 2018, Paesi Bassi, prima scacchiera, 8,5 su 11 (+6 =5 -0), bronzo individuale.

I suoi risultati olimpici complessivi sono dunque di +16 =27 -2.
Ha inoltre vinto nel 2012 la medaglia d'oro come prima scacchiera della Hoogeveen (gli altri membri della squadra erano Ivan Sokolov, Sergej Tivjakov e Jan Smeets) nel World Cities Championship.

## Vita privata
Il 18 luglio 2015 sposa a Tbilisi la WGM georgiana Sopiko Guramishvili, conosciuta in Italia nel gennaio 2012 in occasione del 54º torneo scacchistico di capodanno quando entrambi vincono il torneo, l'olandese quello assoluto, mentre la georgiana l'edizione femminile. Nell'ottobre 2016 nasce Daniel, il loro primo figlio.